# 埃波月
| 埃波月九日被称为犹太历史上最悲伤一天， 这一天耶路撒冷圣殿被毁（图为佛朗西斯科·海耶兹所绘） |                                  |
| 月份                                                                                       | 5月（犹太教历） 11月（犹太国历） |
| 天数                                                                                       | 30                               |
| 季节                                                                                       | 夏季                             |
| 对应公历                                                                                   | 7－8月                           |

埃波月（希伯来语：אָב, 现代  提比里亚 ，源于阿卡德语 abu），又作阿布月、阿夫月，是犹太教历的五月、犹太国历的十一月。该月共有30天，相当于公历7、8月间。

## 节日
- 9日：圣殿被毀日（Tisha B'Av，禁食日）
- 15日：犹太情人节（Tu B'Av）